# 断马钱子苷
断马钱子苷也叫裂环马钱子苷、开环马钱子苷（英語：Secologanin）是环烯醚萜类单萜由牻牛儿焦磷酸通过甲羟戊酸途径合成。断马钱子苷之后再与多巴胺或色胺结合形成吐根酊或萜哚生物碱。

## 生物合成
最近的研究揭示了断马钱子苷的整个生物合成过程，其合成起始于牻牛儿焦磷酸（GPP）通过甲羟戊酸途径生成萜类化合物。形成的马钱子苷通过断马钱子苷合酶生成断马钱子苷。断马钱子苷然后能够继续生成吐根酊和萜哚生物碱。

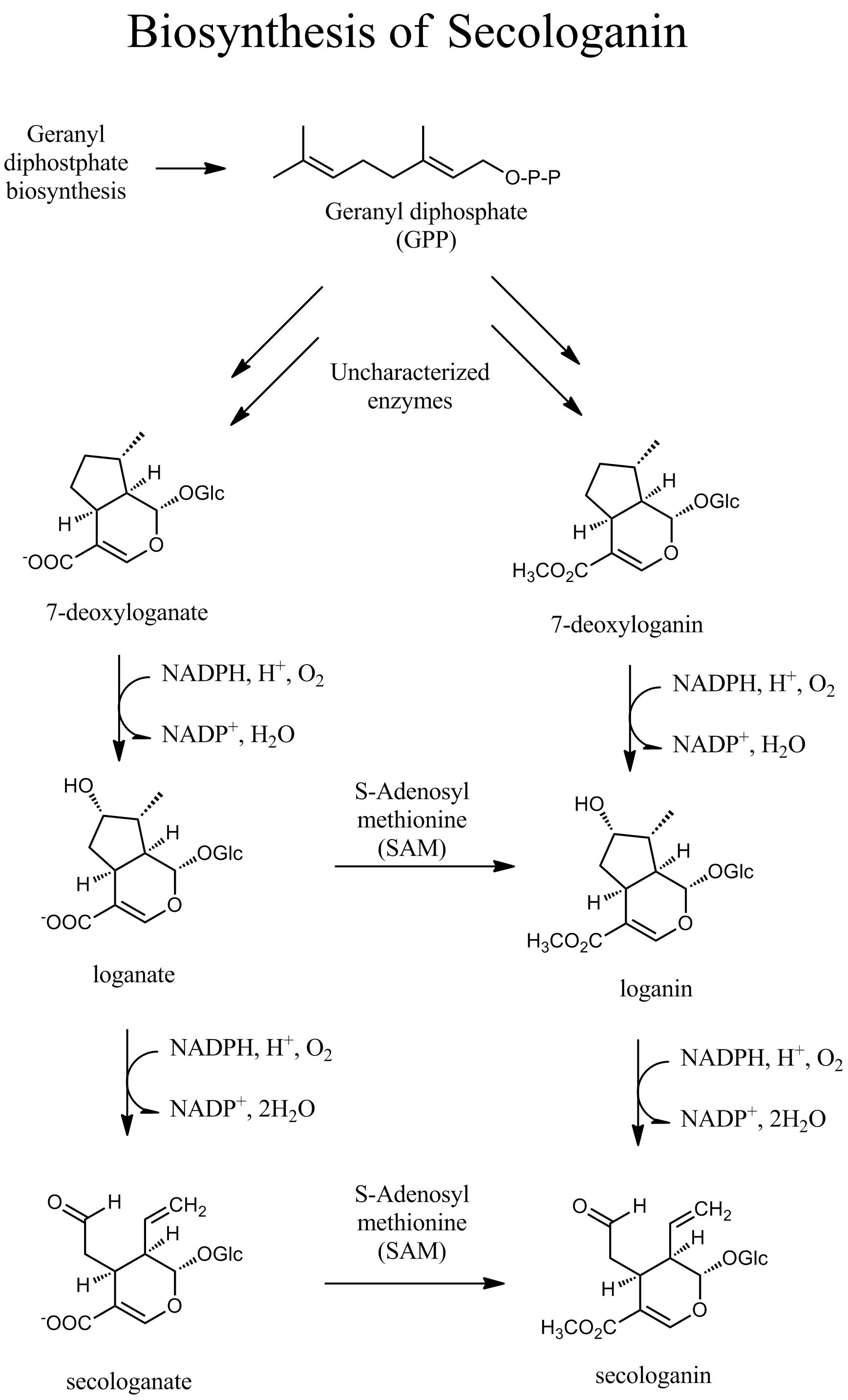
断马钱子苷的生物合成